# Rue des Glacières (Strasbourg)
Pour les articles homonymes, voir Glacière (homonymie).
La rue des Glacières  (en alsacien : Bi de Isgruewe) est une voie de Strasbourg, rattachée administrativement au quartier Gare - Kléber. 

## Situation et accès
D'abord parallèle aux Ponts couverts, elle va de la place du Quartier-Blanc à la rue Sainte-Élisabeth. Au nord-est elle reçoit la rue du Quartier-Blanc et la rue Finkwiller, puis plus au sud la rue des Greniers. Au sud-ouest elle forme l'angle avec la rue du Cygne, longe la place du Cygne, puis est rejointe par la rue du Houblon et la rue des Botteleurs. Les immeubles construits à la fin du XXe siècle sont plus nombreux dans cette section et les rues adjacentes.

## Origine du nom et histoire
Jusqu'au milieu du XIXe siècle, les rues proches des fortifications de l'enceinte de Strasbourg ne portent pas de nom particulier. C'est la désignation générale de « bastion de la Bruche », puis de « quartier des Ponts couverts » qui est en usage.

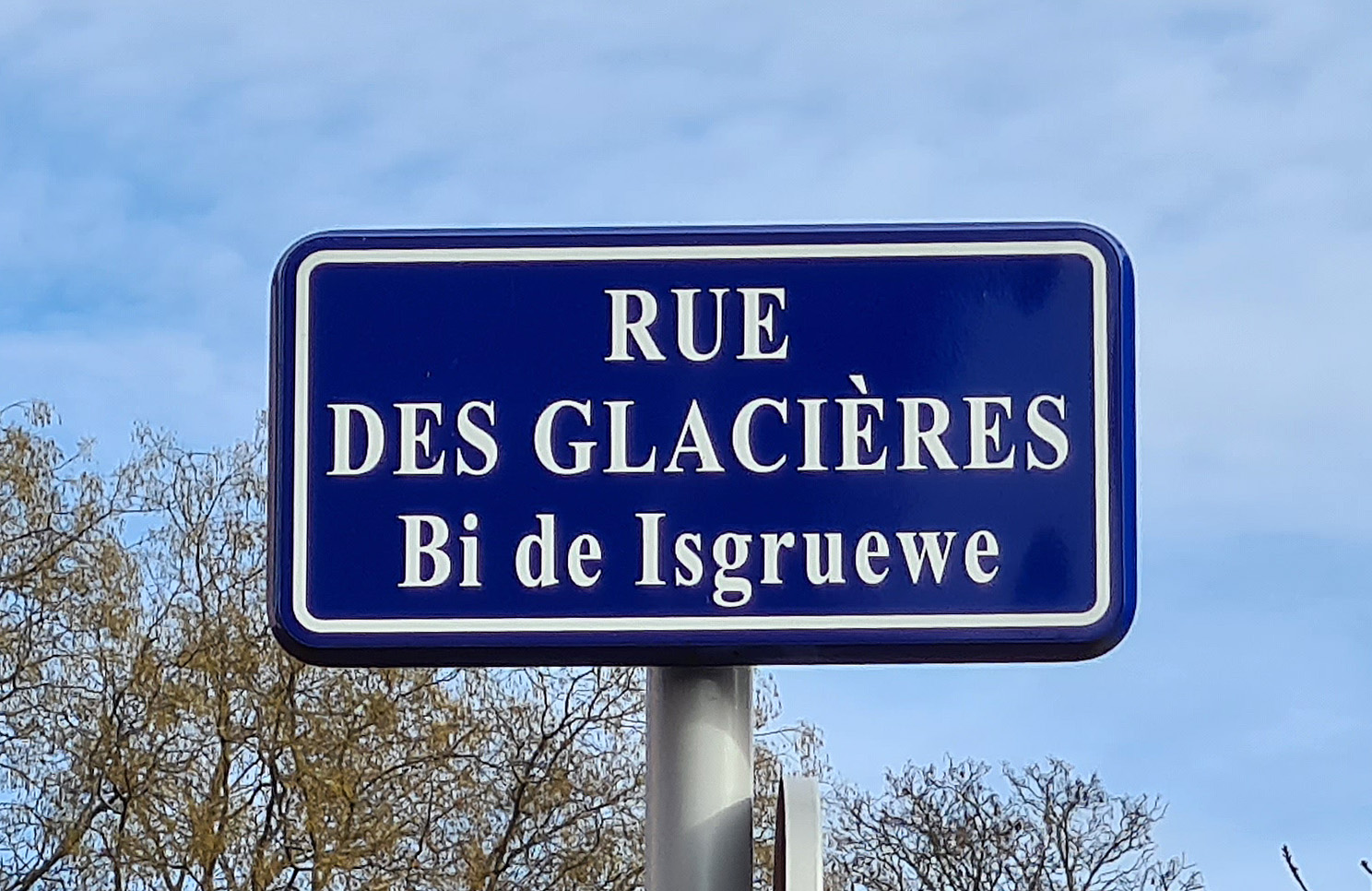
Plaque bilingue, en français et en alsacien.

Au XVIe siècle de petites maisons, dites « glacières », sont construites entre le fossé intérieur et le rempart. Des blocs de glace récupérés en hiver dans les cours d'eau y sont entreposés dans de petits édicules coniques recouverts de tuiles blanchies qui les isolent de la chaleur. Cette pratique cesse en 1792, mais l'appellation « les Glacières » apparaît à ce moment-là, reprise par Auf den Eisgruben en 1872, et enfin « rue des Glacières » en 1918 et depuis 1945.
À partir de 1995, des plaques de rues bilingues, à la fois en français et en alsacien, sont mises en place par la municipalité lorsque les noms de rue traditionnels étaient encore en usage dans le parler strasbourgeois. Le nom de la rue est alors sous-titré Bi de Isgruewe [allemand : Bei der Eisgruben].

## Bâtiments remarquables

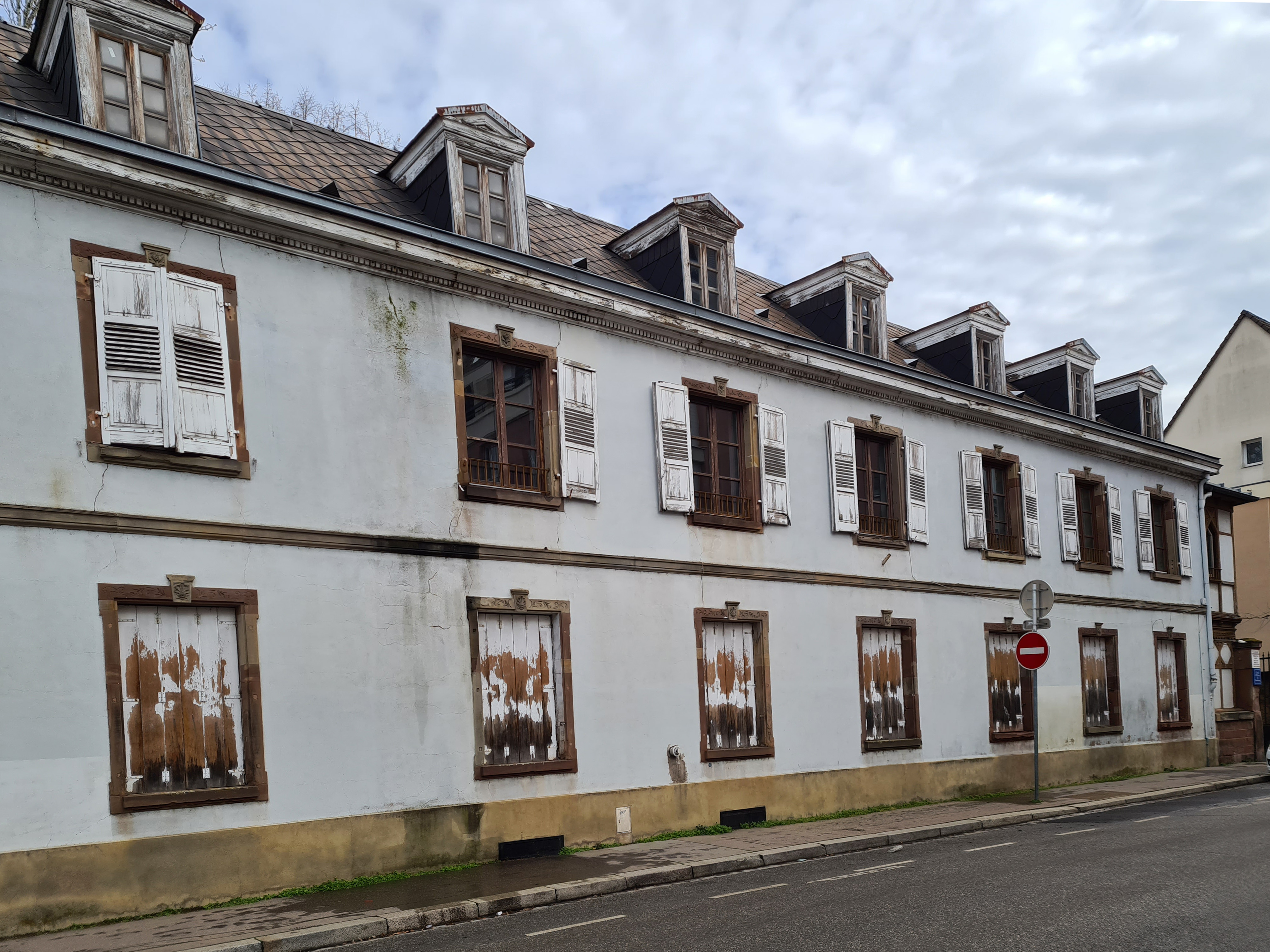
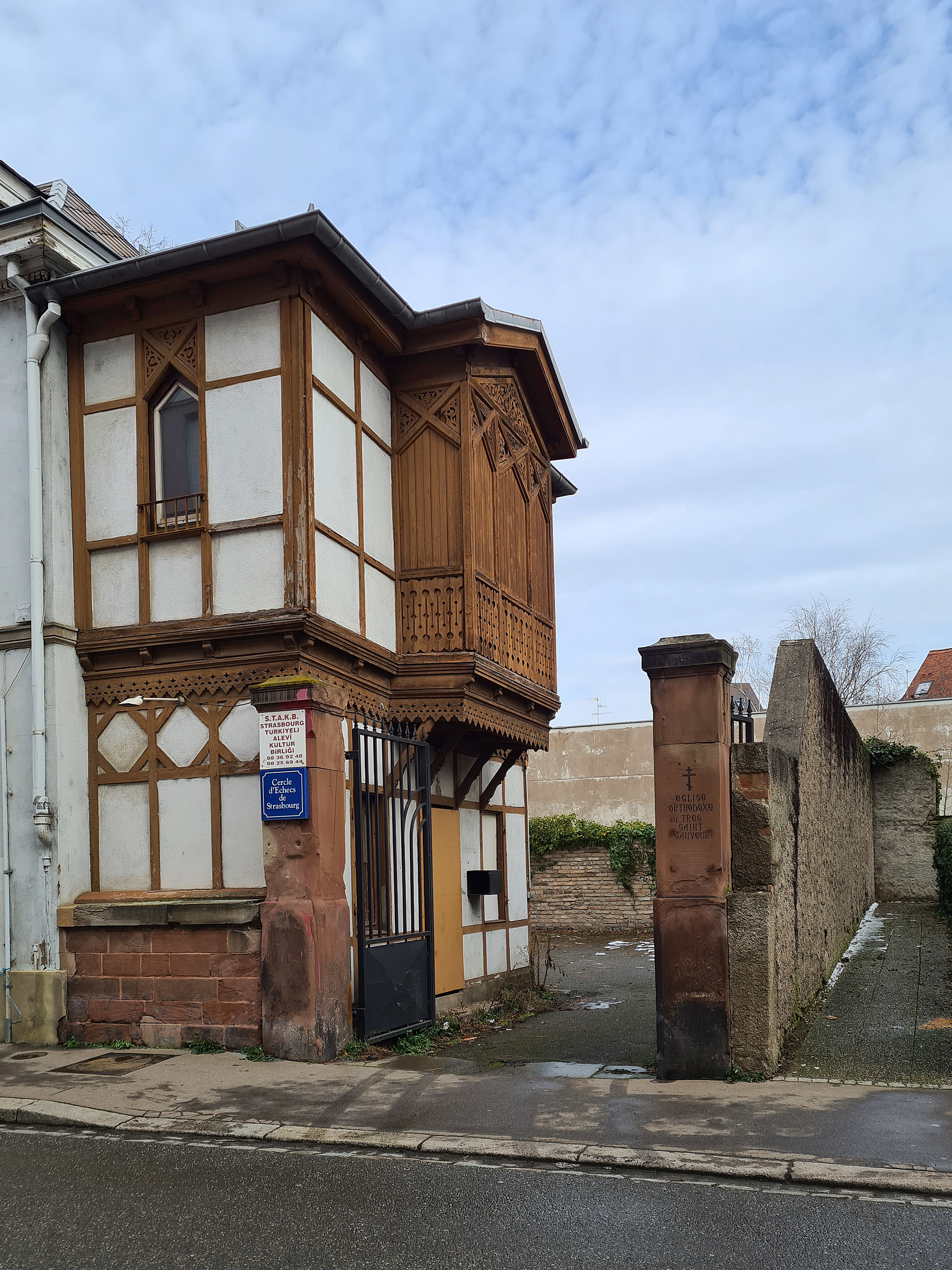
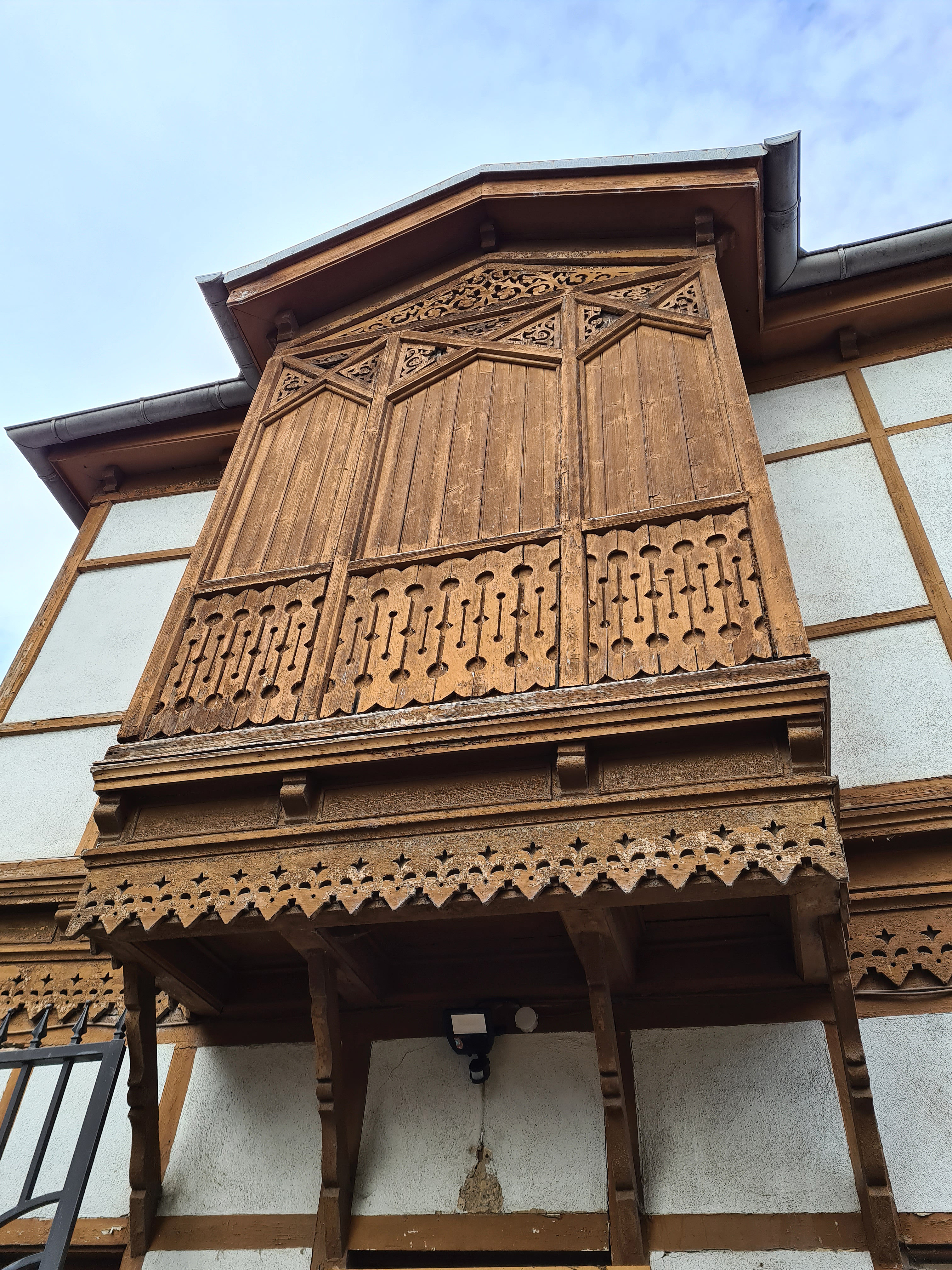
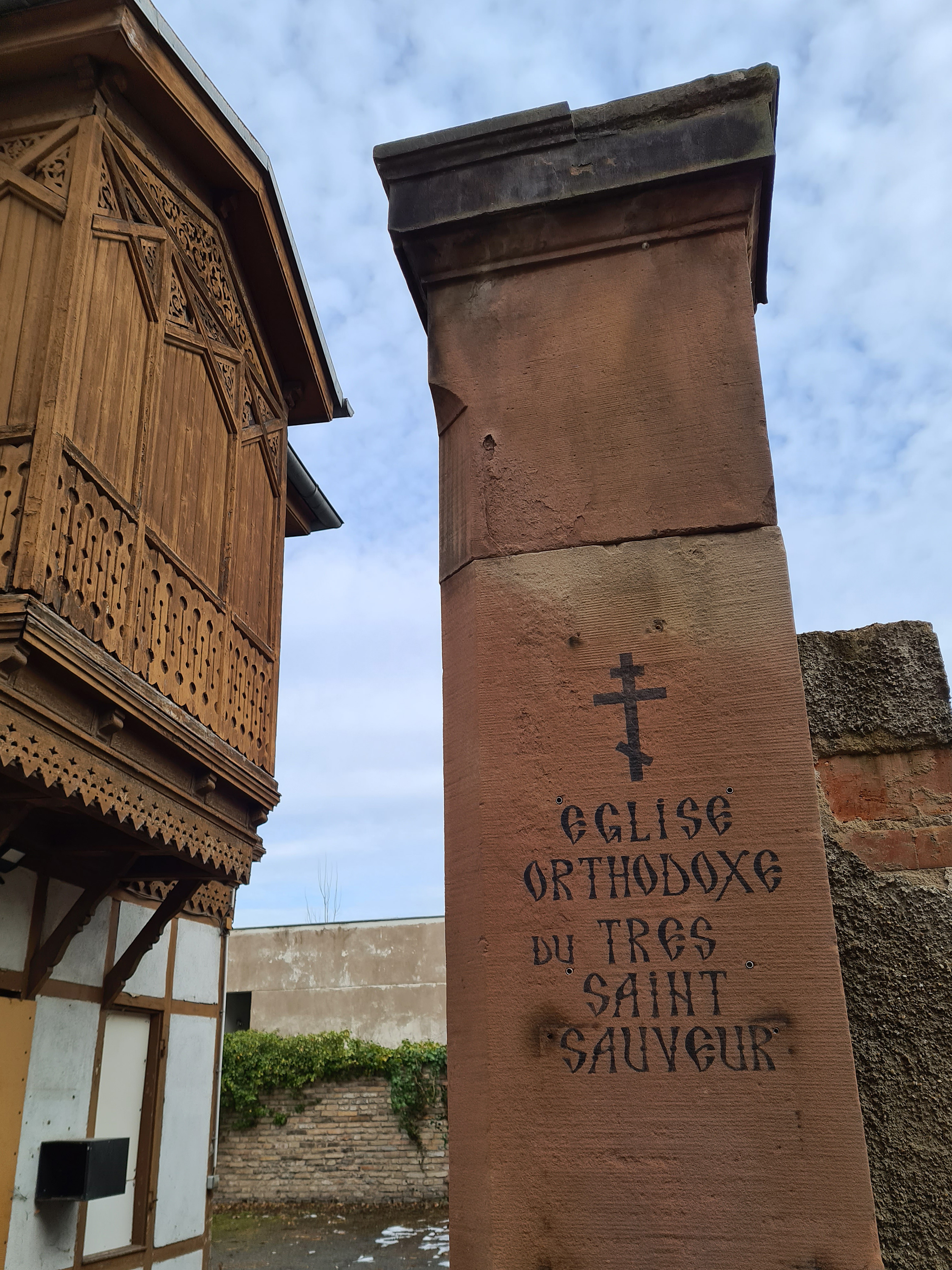

nos 2, 4, 6Au début de la rue, les premières maisons sont proches de la place du Quartier-Blanc, du barrage Vauban et de la « tour des Français », la plus méridionale des tours des ponts couverts.
Le no 6 forme l'angle avec la rue du Cygne.

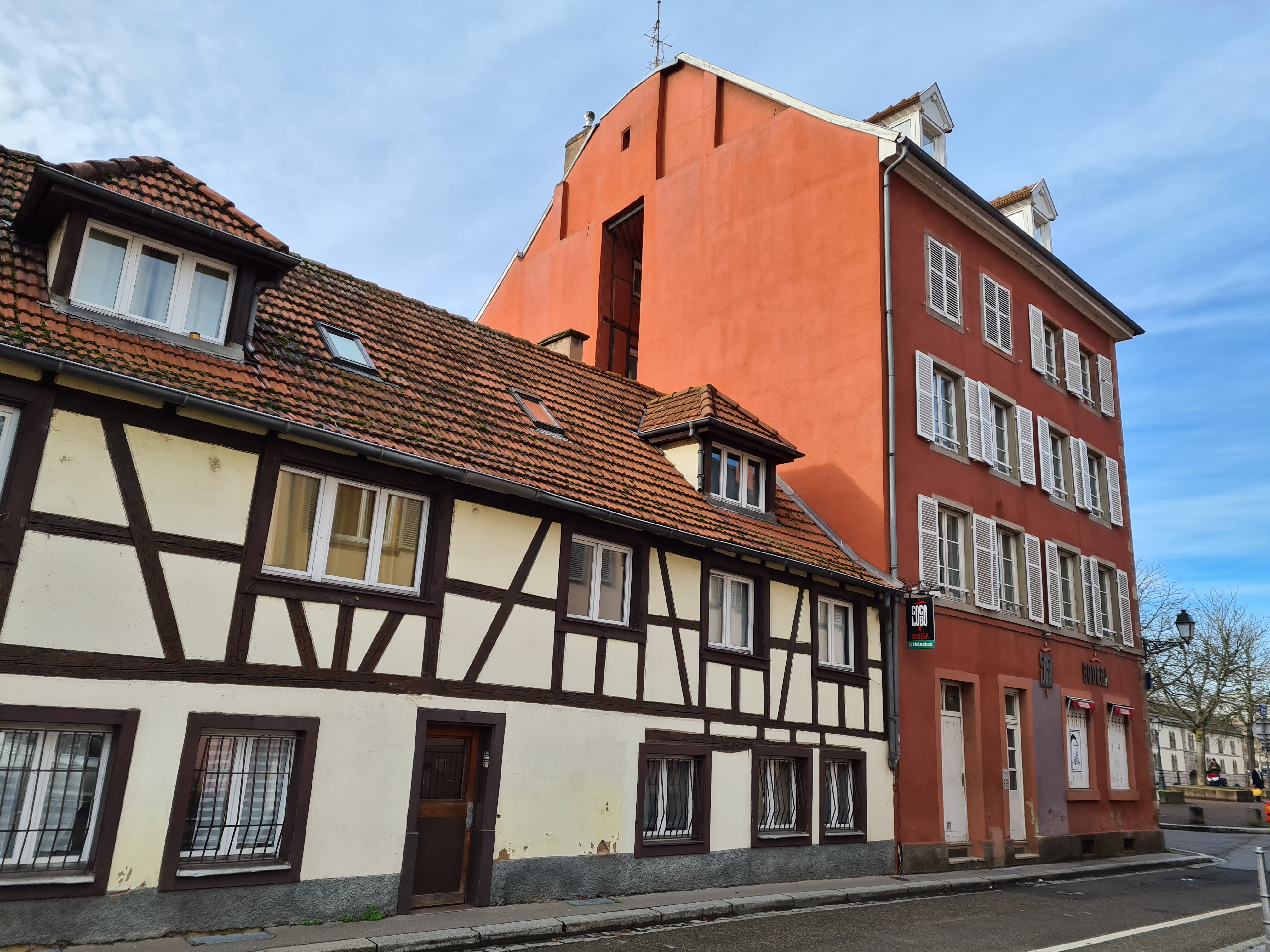
Depuis la place du Quartier-Blanc, les nos 2 et 4.
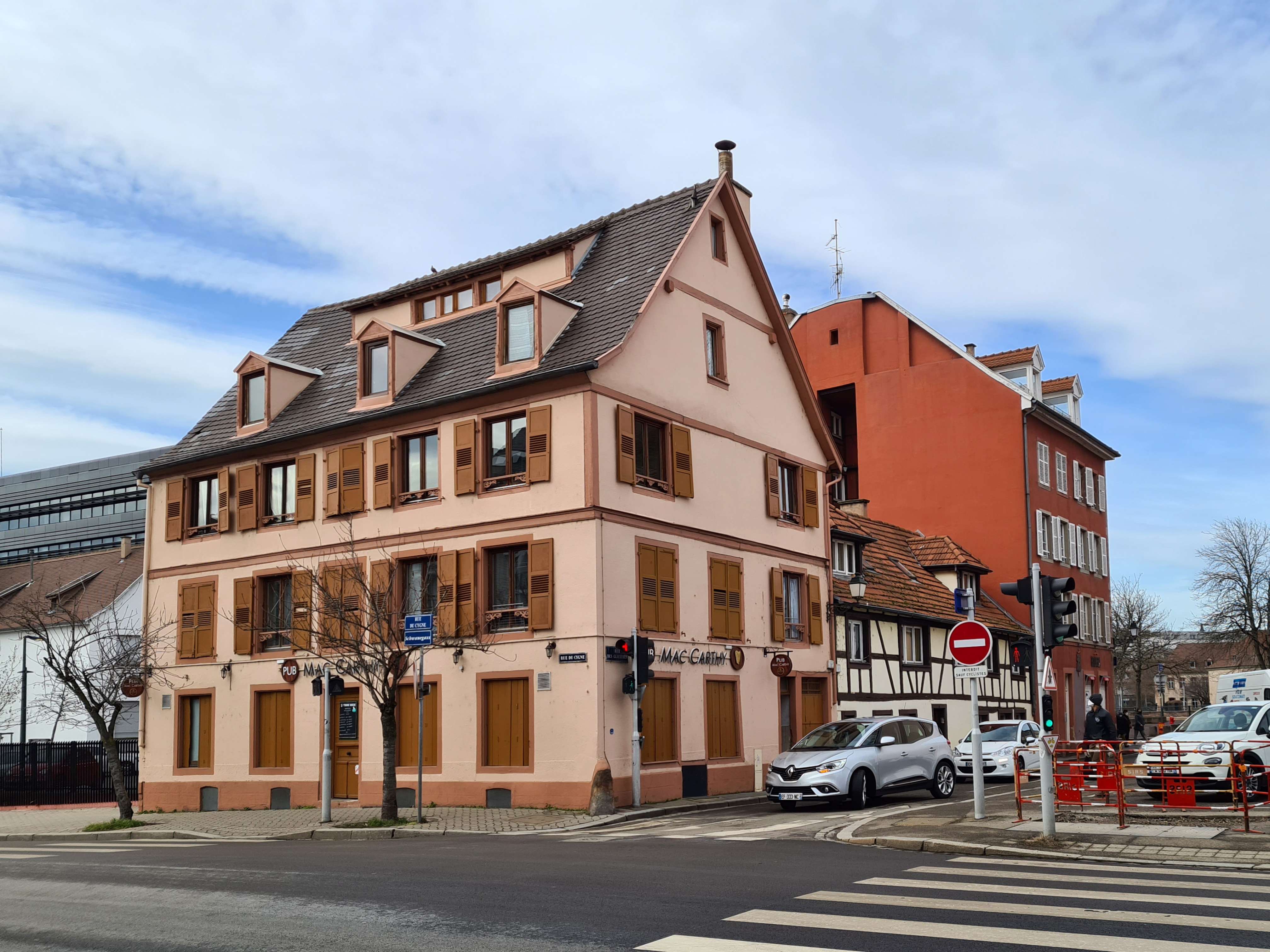
À l'angle de la rue du Cygne, le no 6.

no 7Ce petit immeuble municipal de la fin du XIXe siècle, décrit comme « partiellement recouvert de bois », ayant « conservé à ce jour son caractère typique », a connu plusieurs destinations.
Au lendemain de la Seconde Guerre mondiale, l'Inspection académique du Bas-Rhin décide d'y transférer les élèves juifs de Saint-Thomas et de Saint-Louis. En 1946-1947, une vingtaine d'élèves poursuivent leur scolarité dans une salle de classe aménagée au rez-de-chaussée. La plupart de ces enfants intègrent l'école Aquiba lors de son ouverture en 1948.

L'immeuble abrite (ou a abrité) le cercle d'échecs de Strasbourg, l'association culturelle des Alévis de Turquie et l'église orthodoxe russe du Christ-Sauveur, comme en témoigne une colonne gravée portant l'inscription « Église orthodoxe du Très Saint Sauveur ».
Un projet de transformation de ce bâtiment en maison de la Petite enfance est en cours (2020).

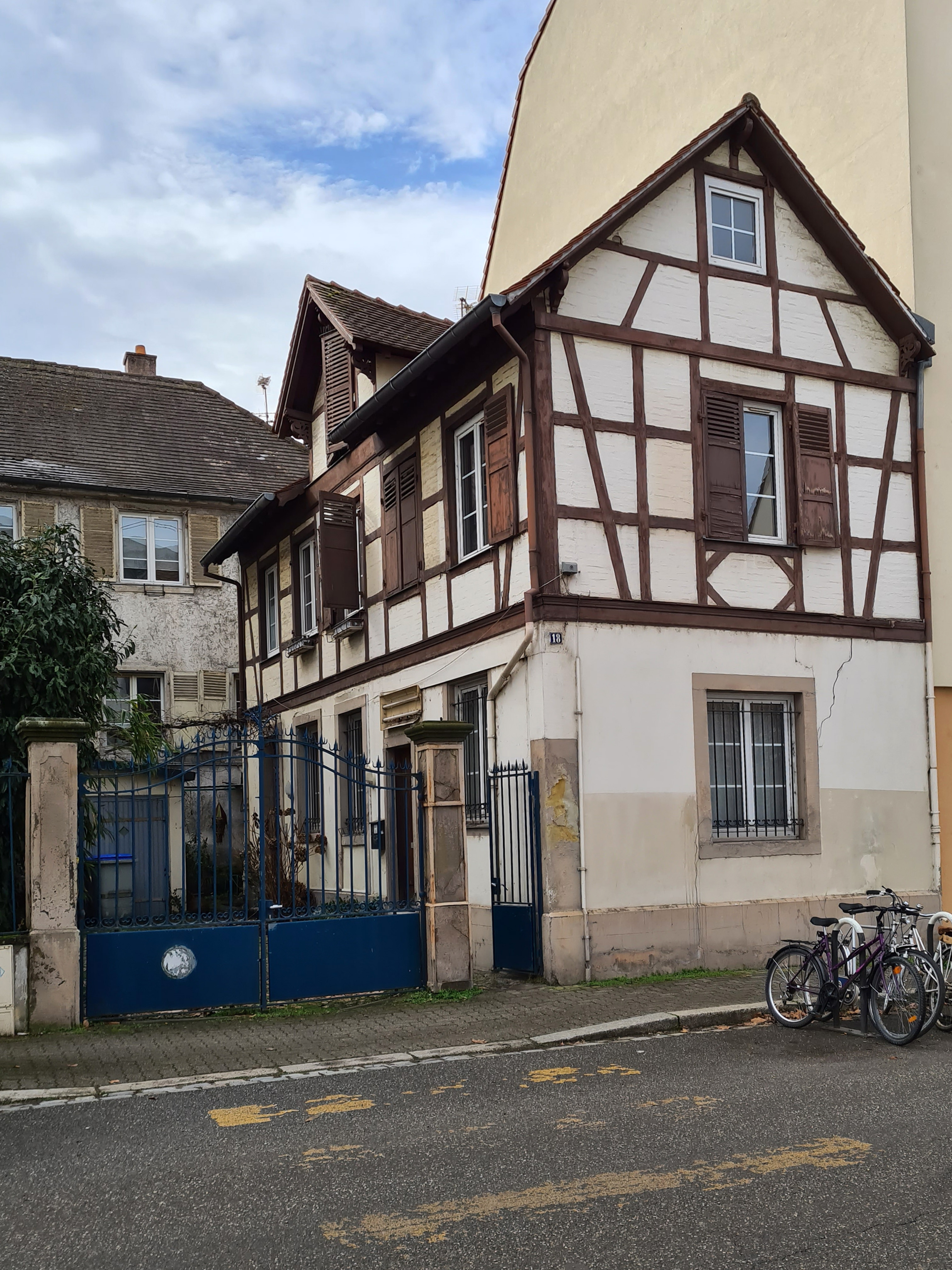
Maison à colombages au no 18.

no 18Sur l'emplacement de l'actuelle maison à colombages se trouvaient les glacières et la demeure du « sieur Saum » mentionné par Adolphe Seyboth en 1765.
En juin 2022 une fouille archéologique a permis lors de la recherche d'un tronçon de la seconde enceinte médiévale de la ville, construit en 1475 de mettre au jour les vestiges du chœur et l'extrémité sud-orientale de la nef de l'église du premier couvent des Dominicains, disparue en 1394.
nos 23À cette adresse, à l'angle avec la rue des Greniers et la rue Sainte-Élisabeth, se trouve un important complexe hôtelier ouvert en 2013 dans les bâtiments rénovés de l'ancien haras.